# チヂミザサ属

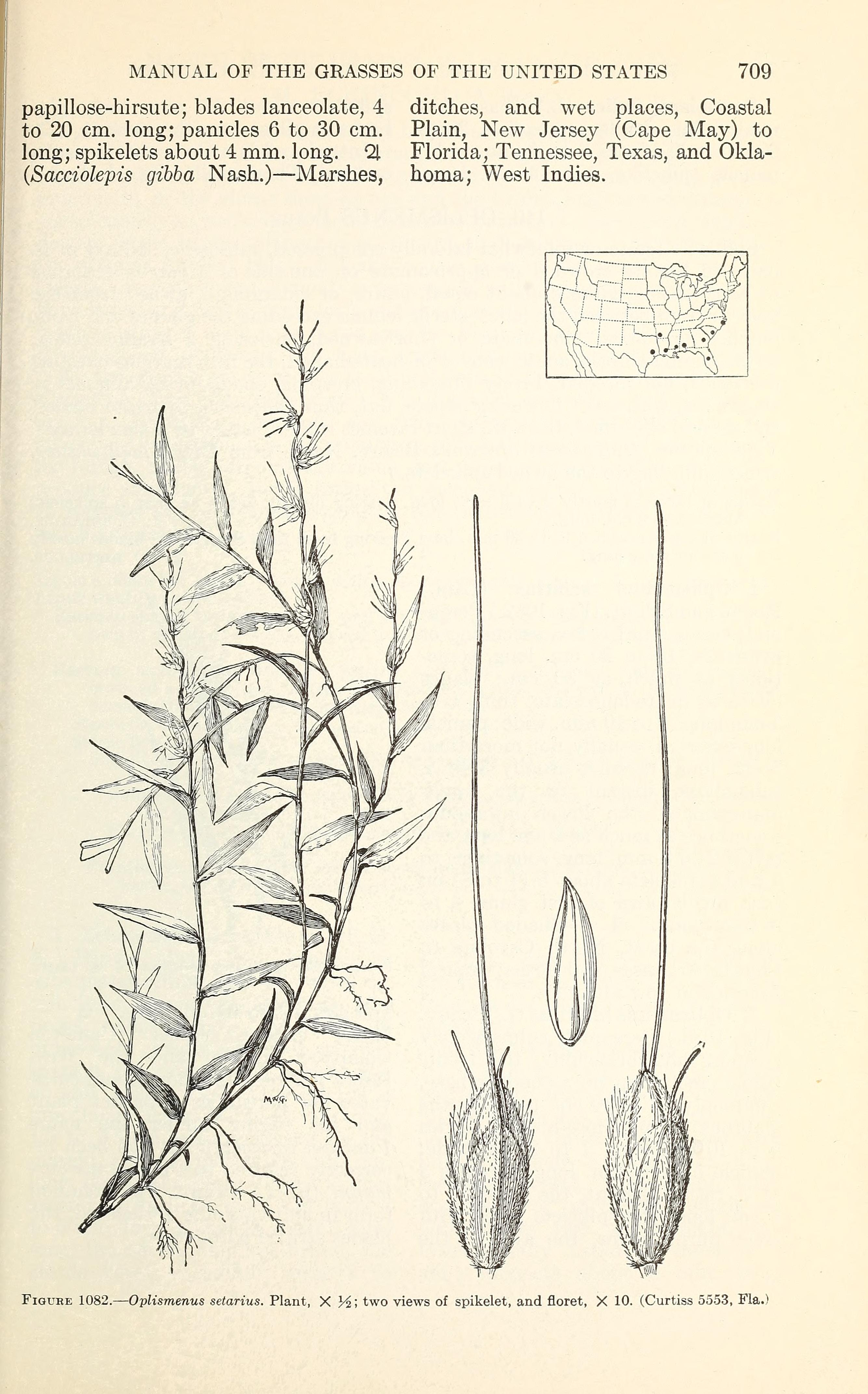
図版
Oplismenus compositus(北アメリカ産)

チヂミザサ属 Oplismenus P. Beauv. はイネ科の植物の属の1つ。地表を這う草で葉はイネ科としては幅広い形をしている。小穂は卵形で芒があり、日本のものではここに粘りがあってくっつく。

## 特徴
這い回る一年草または多年草。茎の基部は枝分かれしながら地表を這う。葉身は薄くて披針形をしている。
花序は横枝（総）を出し、この上に小穂を付ける。小穂はその枝の片側に列をなす。小穂は卵形で短い柄がある。小穂には２つの小花が含まれるが、第1小花は退化して無性、第2小花は両性花で稔性がある。第1包頴は花軸の枝の反対側に着いており、膜質で3～5本の脈があり、先端は直立する芒になっている。第2包頴は第1包頴とほぼ同型ながら芒がないものが多い。ちなみに日本のものでは短い芒がある。第1小花の護頴は長くて5～7本の脈がある。第1小花には他に内頴と雄しべがある場合もあるが、ないものもある。第2小花の護頴は卵形で芒はなく、革質となっている。

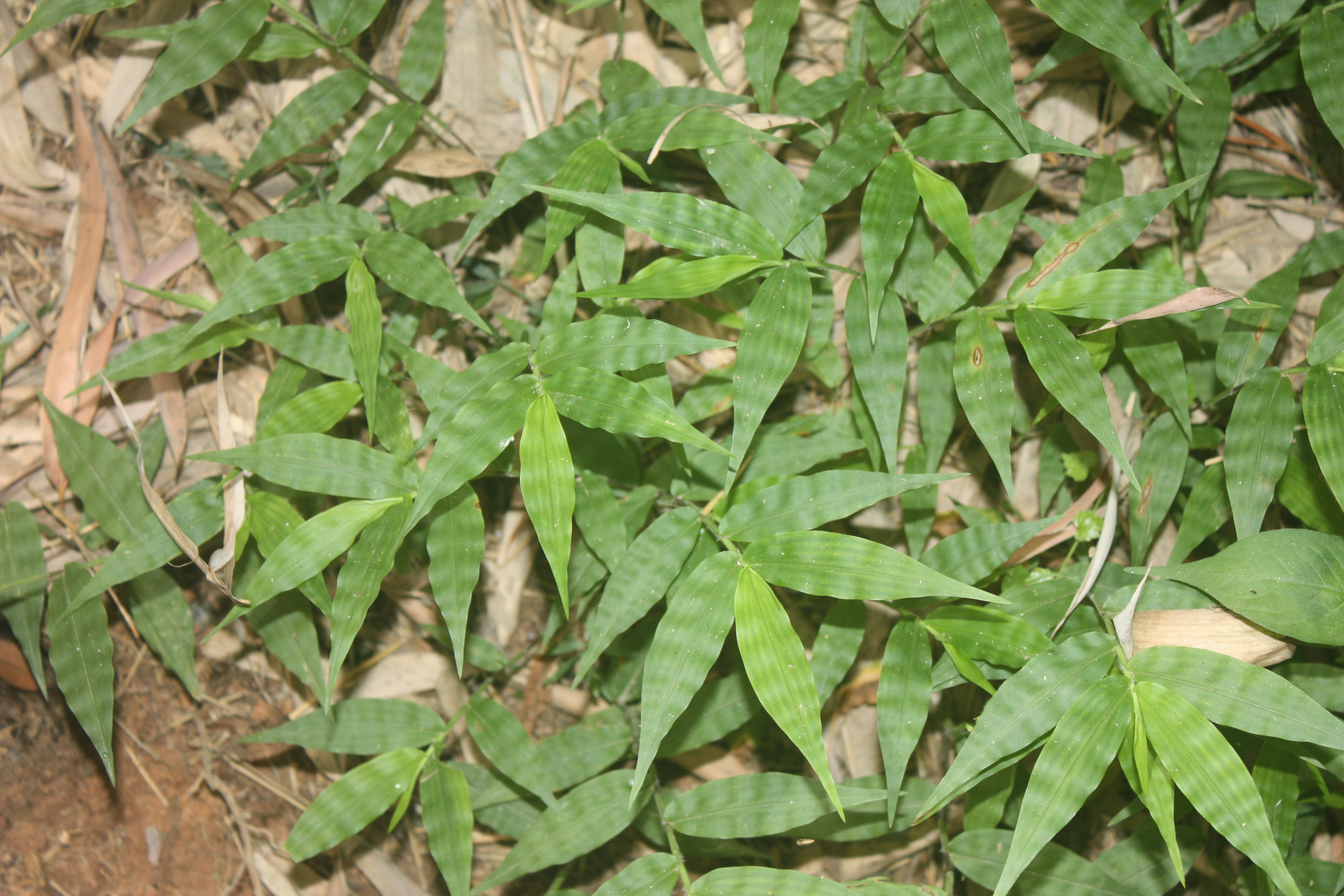
地表に広がる茎と葉 チヂミザサ
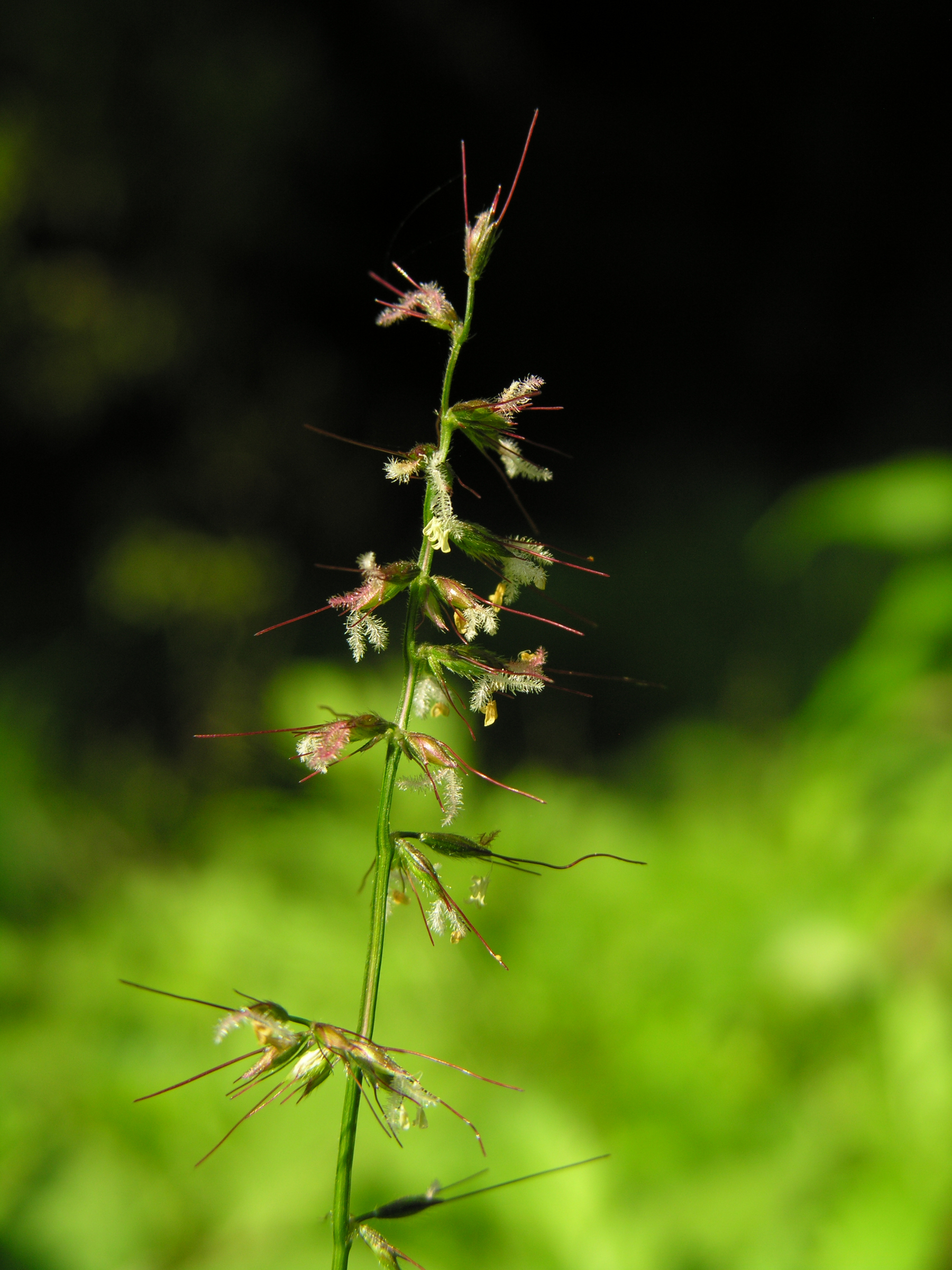
花序、開花中 同

## 分布と種
世界の暖帯域に5種ほどが知られ、豊富に見られるものの変異が多い。ニューギニアと台湾の両方で観察された種にエダウチチヂミザサ（Oplismenus compositus）、変種1種（O. undulatifolius var. ）がある。日本の例では森林火災の後に、焼け残った部分で繁栄する種にOplismenus undulatifolius var. japonicus が数えられる。

## 上位分類
本属はイネ科のキビ亜科Subfam. Panicoideae  に属し、小穂が腹背方向に扁平であること、含まれる小花は2個で、第1小花が退化的であること、包頴かあるいは第2小花の護頴が硬化しており、包頴を含む小穂全体が落下して散布されることなどの特徴を共有する。

## 日本のもの
日本には2種ないし3種があるが、いずれも変異が大きく、複数の変種が設定されており、またそこには異説も多い。以下、種のみを挙げておく。
- Oplismenus　チヂミザサ属
  - O. aeulus　ダイトンチヂミザサ：南西諸島[10]
  - O. compositus　エダウチチヂミザサ：本土南部、及びより南の島嶼域
  - O. undulatifolius　チヂミザサ：日本全土

ただしダイトンチヂミザサはエダウチチヂミザサに含まれるとの説もある。